# Nothocestrum latifolium
Nothocestrum latifolium, tiếng Anh thường gọi là Broadleaf ʻaiea, là một loài thực vật có hoa thuộc họ cà, Solanaceae, là loài đặc hữu của Hawaiʻi. Loài này có ở dry và mesic forests ở độ cao 460–1.530 m (1.510–5.020 ft) on the islands của Maui, Molokaʻi, Lānaʻi, Oʻahu, và Kauaʻi. Broadleaf ʻaiea hiện đang bị đe dọa vì mất môi trường sống.

## Sử dụng
Native Hawaiians used the soft, greenish wood of ʻaiea to make pale (gunwales) for waʻa (outrigger canoes) and ʻaho (thatching sticks).

## Hình ảnh

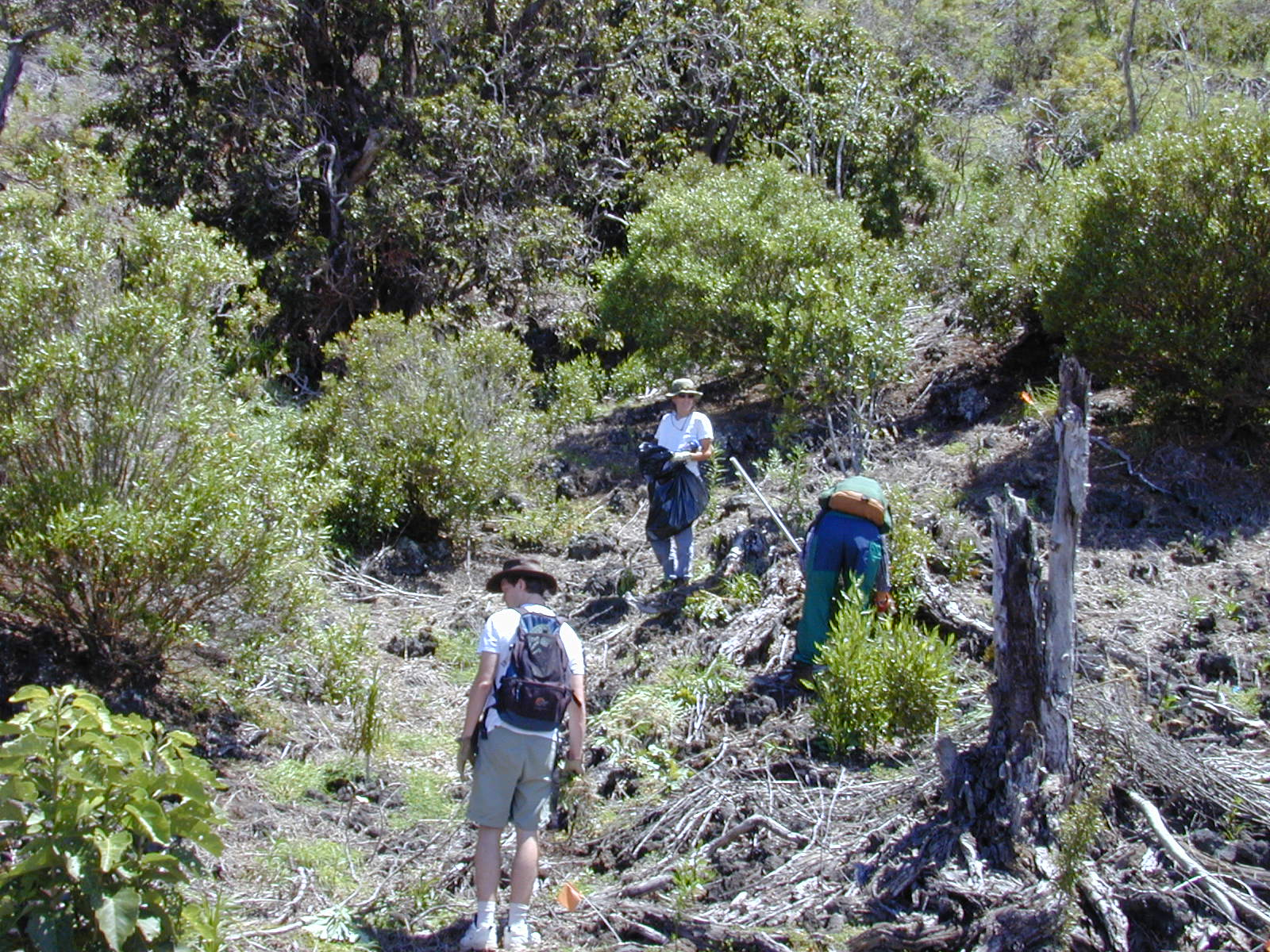
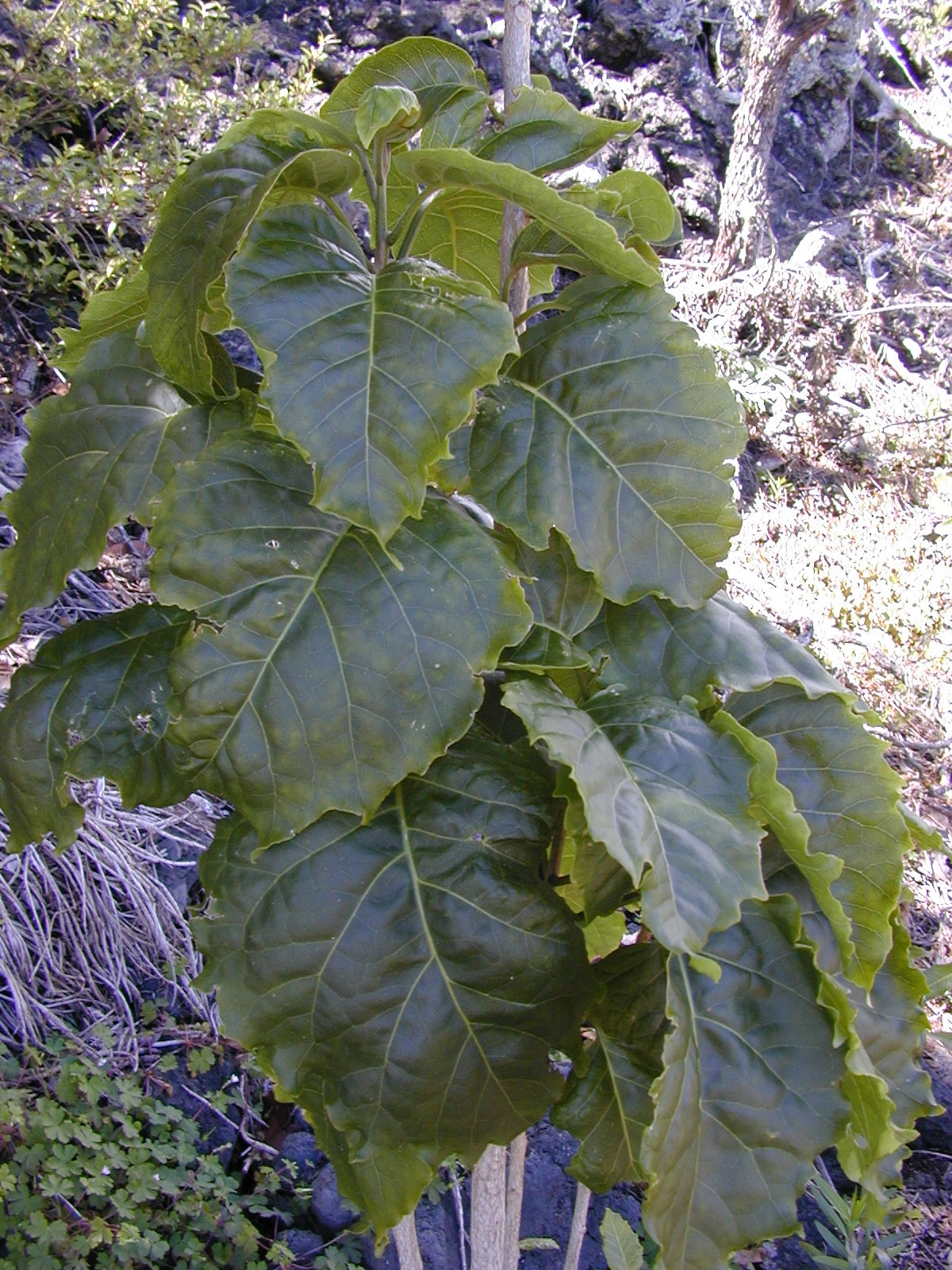
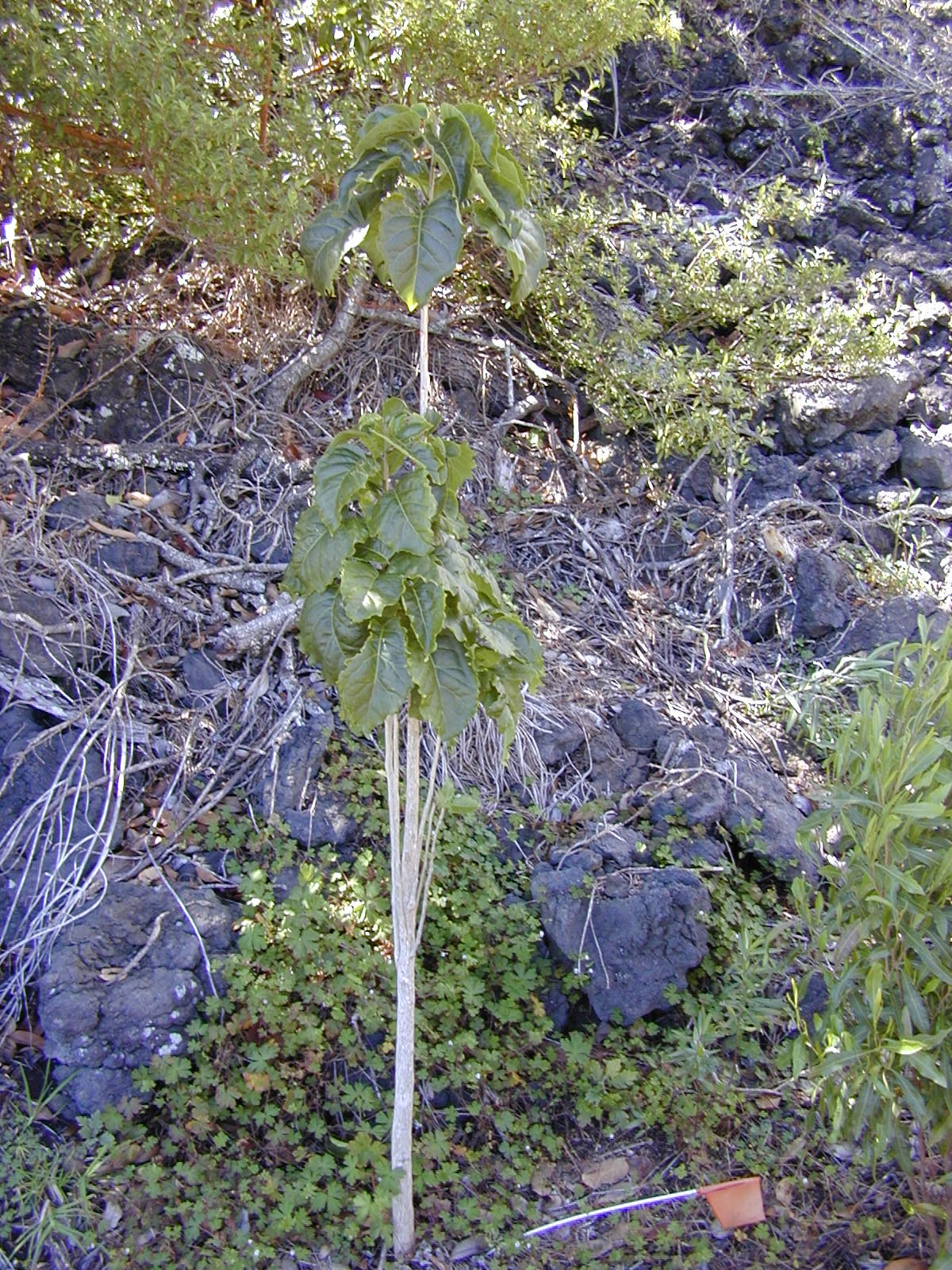
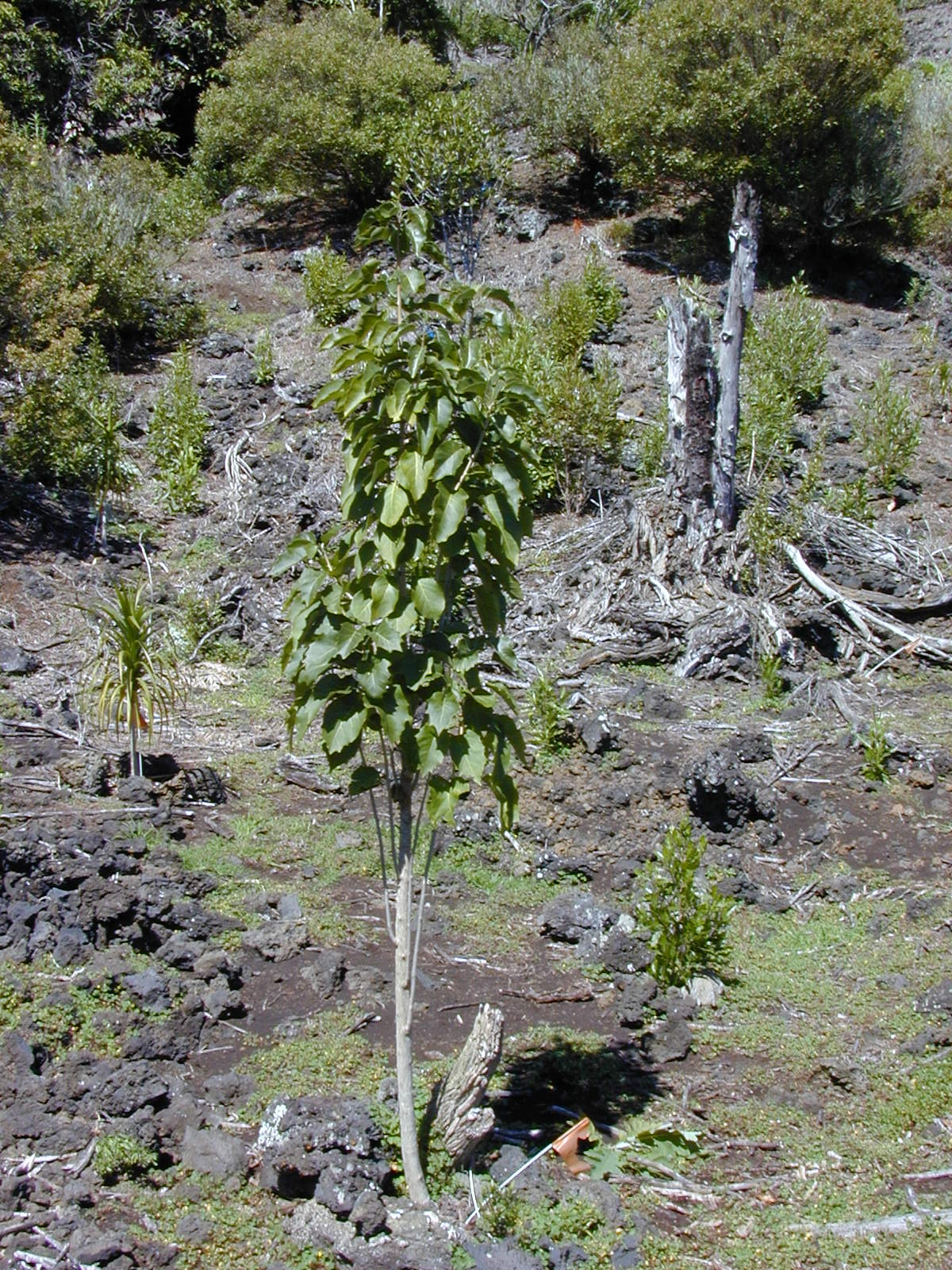